# Primero de Mayo kommun
Departamento del Primero de Mayo är en kommun i Argentina.   Den ligger i provinsen Chaco, i den nordöstra delen av landet, 800 km norr om huvudstaden Buenos Aires.